# Piotr Koboziew
Piotr Aleksiejewicz Koboziew (ros. Пётр Алексеевич Кобозев; ur. 13 sierpnia?/25 sierpnia 1878 we wsi Piesocznia w guberni riazańskiej, zm. 4 stycznia 1941 w Moskwie) – rosyjski socjaldemokrata i komunista. W 1922 ostatni premier Republiki Dalekiego Wschodu, później na różnych stanowiskach w aparacie RKP(b)/WKP(b) i szkolnictwie wyższym ZSRR.

## Życiorys
W 1898 ukończył moskiewską szkołę realną i wstąpił do SDPRR, 1898-1899 uczył się w moskiewskiej wyższej szkole technicznej, z której został wydalony i w 1899 aresztowany i skazany na zesłanie do Rygi. W latach 1900–1904 studiował w Ryskim Instytucie Politechnicznym, 1915 został zesłany do Orenburga, później do Murmańska, następnie ponownie do Orenburga, 16 marca 1917 amnestionowany w związku z rewolucją lutową. 
W listopadzie 1917 został nadzwyczajnym komisarzem WCIK i Rady Komisarzy Ludowych RFSRR guberni orenburskiej, obwodu turgajskiego i Środkowej Azji, od maja do 2 czerwca 1918 był przewodniczącym CIK Turkiestańskiej ASRR (Taszkent), jednocześnie od maja 1918 członkiem Rewolucyjnej Rady Wojskowej Frontu Turkiestańskiego, a od 9 maja do 13 czerwca 1918 ludowym komisarzem komunikacji RFSRR. Od 13 czerwca do 23 lipca 1918 był członkiem Rewolucyjnej Rady Wojskowej Frontu Wschodniego, od 6 września 1918 do 27 kwietnia 1919 członkiem Rewolucyjnej Rady Wojskowej Republiki, 1919 członkiem Turkiestańskiej Komisji WCIK i Rady Komisarzy Ludowych RFSRR, a od lipca do września 1919 ponownie przewodniczącym CIK Turkiestańskiej ASRR. Od 7 października do listopada 1919 był przewodniczącym KC Komunistycznej Partii (bolszewików) Turkiestanu, od listopada 1919 członkiem Kolegium Ludowego Komisariatu Inspekcji Robotniczo-Chłopskiej RFSRR, od 4 października do 15 listopada 1922 przewodniczącym Rady Ministrów Republiki Dalekiego Wschodu, a od 14 listopada 1922 do października 1923 przewodniczącym Dalekowschodniego Komitetu Rewolucyjnego i jednocześnie członkiem Dalekowschodniego Biura KC RKP(b). Od 1923 do listopada 1928 był rektorem Moskiewskiego Instytutu Mierniczego, od listopada 1928 do sierpnia 1929 rektorem Leningradzkiego Instytutu Politechnicznego, a od sierpnia 1929 kierownikiem katedry Moskiewskiego Instytutu Mierniczego/Instytutu Inżynierów Geodezji, Aerofotografii i Kartografii.